# 3.er Batallón Antitanque
El 3.er Batallón Antitanque (3. Panzerjäger-Abteilung) fue un Batallón antitanque del Ejército alemán (Heer) durante la Segunda Guerra Mundial.

## Historia
Formado el 1 de abril de 1940 desde el 3.er Batallón de Defensa Antitanque. El 31 de enero de 1943 es destruido en Stalingrado. El 15 de junio de 1944 es reformado en el área de formación Mielau con el personal del 33.er Batallón de Reemplazo Antitanque y del Batallón de Instrucción, 7.º Batallón de Reemplazo Antitanque y del 9.º Batallón de Reemplazo Antitanque. El 14 de abril de 1945 fue destruido en la Bolsa del Ruhr.

## Comandantes
- Mayor Josef Stadler - (1 de septiembre de 1939(?) - 31 de marzo de 1940(?))
- Teniente coronel Josef Stadler - (1 de abril de 1940(?) - 31 de julio de 1940(?))
- Mayor Ludwig Hamann - (1 de agosto de 1940(?) - 14 de octubre de 1941(?))
- Capitán Albert Heimann - (15 de octubre de 1941(?) - 14 de noviembre de 1942(?))
- Teniente 1.º Günter Lehmann - (15 de noviembre de 1942(?) - 14 de diciembre de 1942(?)
- Teniente 1.º Fintelmann - (15 de diciembre de 1942(?) - 14 de enero de 1943(?))
- Capitán Klaus von Kieckebusch - (15 de junio de 1944(?) - 31 de enero de 1945(?))
- Capitán Bohn - (1 de febrero de 1945(?) - 16 de abril de 1945)

## Subordinado
| 15 de octubre de 1935 - 31 de enero de 1943(?)* | 3.ª División de Infantería    |
| 15 de junio de 1944(?)* - 14 de abril de 1945   | 3.ª División Panzer Grenadier |

1.- *Otras fuentes apuntan el 23 de junio de 1943